# Oxygen (2021)
Oxygen (auch O2) ist ein Science-Fiction-Thriller von Alexandre Aja, der am 12. Mai 2021 in das Programm von Netflix aufgenommen wurde.

## Handlung
Als Elizabeth Hansen in einer Kryoeinheit aufwacht, kann sie sich nicht daran erinnern, wer sie ist oder wie sie dorthin kam. Ein Gerät überwacht ihre Hirnaktivität, und der einzige, der ihre Fragen beantworten könnte, ist die Künstliche Intelligenz MILO, der Medical Interface Liaison Operator. Die Sauerstoffreserven nehmen stetig ab. Bevor ihr in der Kammer, die kaum größer ist als ein Sarg, die Luft ausgeht, muss sie einen Weg hinaus finden. Langsam kommen ihre fragmentierten Erinnerungen zurück.
Es stellt sich heraus, dass sie ein Klon ist, der zusammen mit 10.000 anderen Klonen in einem Raumschiff zu einem anderen Planeten transportiert werden soll, da ein Virus die Menschheit auf der Erde in wenigen Jahren auslöschen wird.

## Produktion

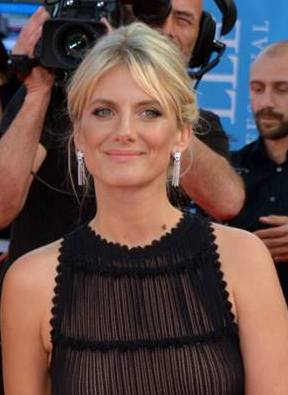
Mélanie Laurent spielt in der Hauptrolle Elizabeth Hansen

Regie führte Alexandre Aja. Das Drehbuch schrieb Christie LeBlanc. Dieses landete im Jahr 2016 auf der Blacklist der besten unverfilmten Ideen Hollywoods.
Nachdem im Juli 2017 bekannt wurde, dass Anne Hathaway die Hauptrolle übernehmen soll, gab man im Februar 2020 bekannt, dass sie von Noomi Rapace ersetzt wird.  Zu dieser Zeit war noch Franck Khalfoun als Regisseur im Gespräch. Im Juli 2020 wurde die Besetzung mit Mélanie Laurent, Mathieu Amalric und Malik Zidi bekannt, wobei Laurent stellvertretend für Rapace engagiert wurde.
Die Dreharbeiten wurden im Juli 2020 begonnen. Als Kameramann fungierte der Belgier Maxime Alexandre.
Im März 2021 wurde ein erster Trailer vorgestellt. Am 12. Mai 2021 wurde der Film in das Programm von Netflix aufgenommen.
Die Filmmusik komponierte Robin Coudert. Das Soundtrack-Album wurde am 14. Mai 2021 von Milan Records als Download veröffentlicht.

## Rezeption
Von den bei Rotten Tomatoes aufgeführten Kritiken sind 89 Prozent positiv. Auf Metacritic erhielt der Film einen Metascore von 67 von 100 möglichen Punkten.

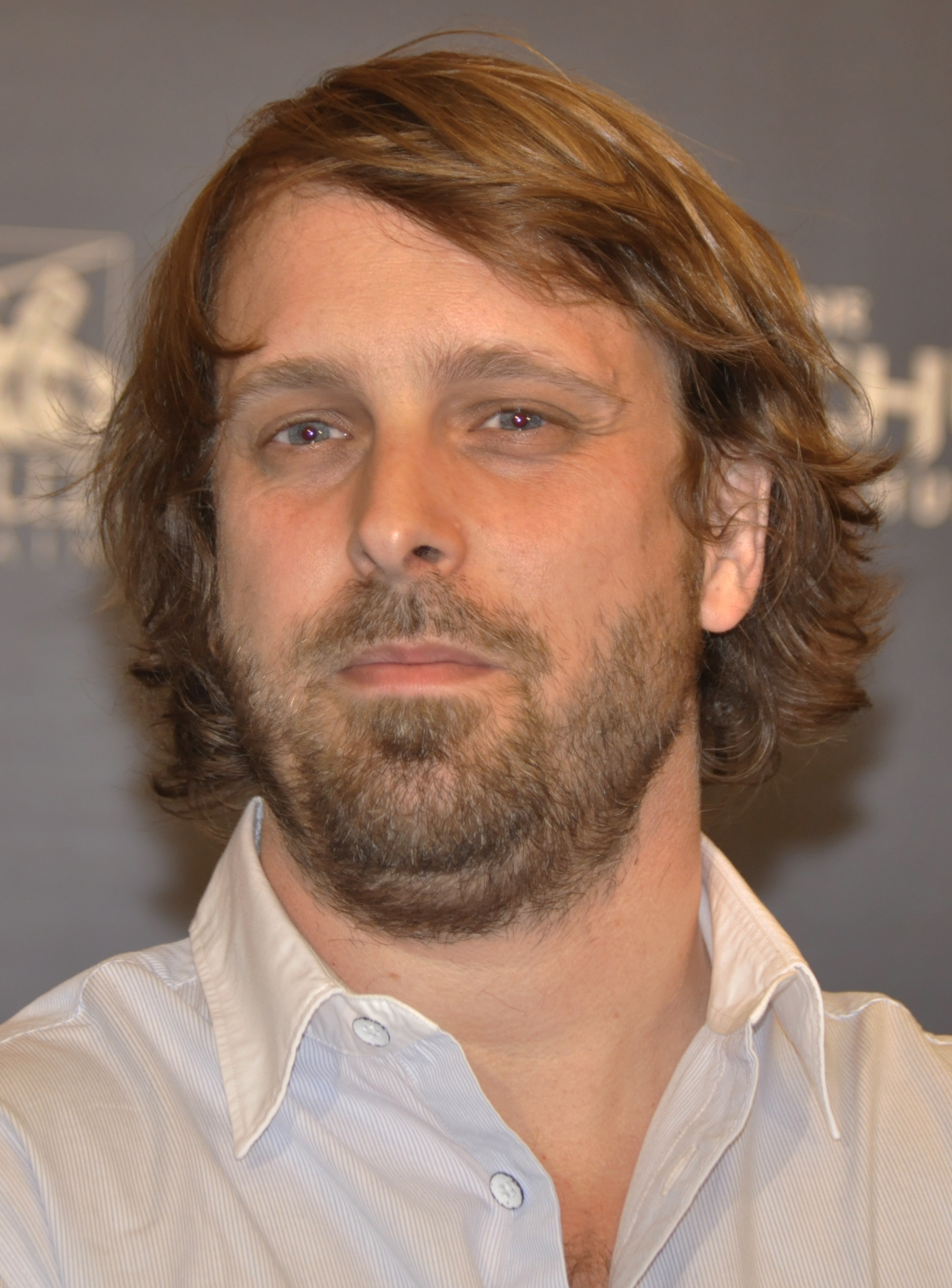
Regisseur Alexandre Aja

Chuck Bowen vom Slant Magazine schreibt, in einer zentralen Szene des Films, als Liz in dem blauen Licht badet, das ihr Gesicht mit einer himmlischen Aura ausstattet, erinnere der Film an die Nahaufnahmen der Precogs in Steven Spielbergs Minority Report. Auch in Liz' Erinnerungsblitzen werde Minority Report deutlich referenziert, die in körnigen, etwas überbelichteten, melancholisch gefärbten Farbtönen fotografiert dargestellt werden. Die Spritze, die wie eine Schlange versucht, Liz gegen ihren Willen ein Beruhigungsmittel zu verabreichen, erinnere wiederum an die angsteinflößenden Periskope der Außerirdischen in Spielbergs Krieg der Welten. Spielereien wie diese reichten aus, Oxygen zu einem cleveren B-Movie werden zu lassen, so Bowen.
Die Filmkritikerin Antje Wessels schreibt, die Ausgangslage von Oxygen erinnere unweigerlich an Buried – Lebend begraben mit Ryan Reynolds in der Rolle von Paul Conroy, der in einem Sarg unter der Erde erwacht und nur ein Telefon zur Kommunikation nach draußen dabei hat. Drehbuchautorin Christie LeBlanc gelinge es in ihrem Debüt in der ersten Hälfte erstaunlich gut, M.I.L.O.s Informationsverweigerung glaubhaft zu erklären. Das zuvor viele spannende, moralische Fragen aufwerfende Skript wähle zur Beantwortung derselben allerdings durch das finale Setpiece die wohl leichtesten Antworten, so Wessels, und wo bis dato noch intensiv Fürs und Widers abgewogen werden mussten, lasse der weitere Storyverlauf plötzlich ganz klare Antworten zu. Eventuelle moralische Dilemmata würden nichtig und wichen stattdessen im Genre längst durchgekauter Thematiken. Erst wenn gegen Ende der zeitweise völlig in den Hintergrund gerückte Sauerstoffabfall wieder dafür sorgt, dass die Intensität der Story ansteigt, könne sich Oxygen nochmal kurz aufbäumen, bevor das allzu versöhnliche Ende wiederum enttäuscht, so Wessels. Eine starke Mélanie Laurent dürfe in Oxygen eineinhalb Stunden lang intensive Todesangst durchstehen, und dabei gelinge es ihr in den besten Momenten, das Gefühl der absoluten Hilflosigkeit mit Phasen der plötzlichen Euphorie zu kreuzen.
Peter Debruge von Variety beschreibt die KI MILO, die grundsätzlich gut und nachgiebig ist, aber bei Bedarf auch bestraft, als mehr als nur das Schlüsselwerkzeug in Liz' Problemlösungskit: „Sie ist ein Resonanzboden für alles, was ihr durch den Kopf geht.“ Die Herausforderung für sie, die richtigen Fragen zu stellen, durchziehe den gesamten Film und ähnele damit einer erweiterten Version des Spiels 20 Questions. Hier und heute, wo auch die Menschheit aus einer Art globalem Hyperschlaf erwacht, sollte die Isolation, die das Grundszenario des Films ist, vom Publikum übereinstimmend mit der des eigenen Lebens empfunden werden, auch verbunden mit der Frage, ob man einfach wieder zu dem zuvor gekannten Leben zurückkehren will. Diese proaktive Entscheidung müsse auch Laurent im Film in der ihr zur Verfügung stehenden begrenzten Zeit treffen, während sie ihre Erinnerungen wieder zusammensetzt, um sich selbst zu helfen, und ihr gleichzeitig der Sauerstoff ausgeht.

## Synchronisation
Die deutsche Synchronisation entstand nach einem Dialogbuch und der Dialogregie von Christian Schneider im Auftrag der Iyuno Media Germany GmbH, Berlin.
| Darsteller (Originalsprecher) | Synchronsprecher  | Rolle                  |
| ----------------------------- | ----------------- | ---------------------- |
| Mélanie Laurent               | Maria Koschny     | Elizabeth 'Liz' Hansen |
| Laura Boujenah                | Luise Lunow       | Alice Hansen           |
| (Eric Herson-Macarel)         | Oliver Siebeck    | Capitaine Moreau       |
| (Marc Saez)                   | Peter Lontzek     | Inspecteur             |
| (Mélanie Laurent)             | Katharina Koschny | Liz (alt)              |
| (Mathieu Amalric)             | Florian Halm      | MILO                   |